# Kong Lingwei
Kong Lingwei (née le 28 juillet 1995) est une athlète chinoise, spécialiste du sprint.

## Carrière
Elle remporte le titre des Jeux asiatiques à Incheon du relais 4 x 100 m, avec le record de la compétition, en 42 s 83.

## Palmarès
| Date | Compétition               | Lieu        | Résultat | Épreuve   | Temps         |
| ---- | ------------------------- | ----------- | -------- | --------- | ------------- |
| 2014 | Jeux asiatiques           | Incheon     | 1re      | 4 × 100 m | 42 s 83       |
| 2015 | Relais mondiaux de l'IAAF | Nassau      | 4e       | 4 × 200 m | 1 min 34 s 89 |
| 2017 | Championnats d'Asie       | Bhubaneswar | 2e       | 4 x 100 m | 44 s 50       |
| 2018 | Jeux asiatiques           | Jakarta     | 6e       | 200 m     | 23 s 51       |
| 2018 | Jeux asiatiques           | Jakarta     | 2e       | 4 x 100 m | séries        |
| 2019 | Championnats d'Asie       | Doha        | 7e       | 200 m     | 23 s 42       |
| 2019 | Championnats d'Asie       | Doha        | 1re      | 4 x 100 m | 42 s 87       |
| 2019 | Relais mondiaux de l'IAAF | Yokohama    | 2e       | 4 x 200 m | 1 min 32 s 76 |
| 2019 | Championnats du monde     | Doha        | finale   | 4 x 100 m | DQ            |
| 2019 | Jeux mondiaux militaires  | Wuhan       | 2e       | 4 x 100 m | 43 s 45       |

## Records
| Épreuve | Épreuve   | Temps   | Lieu    | Date         |
| ------- | --------- | ------- | ------- | ------------ |
| 100 m   | Plein air | 11 s 34 | Guiyang | 15 juin 2018 |
| 200 m   | Plein air | 22 s 92 | Huaian  | 17 mai 2018  |